# Jajačka banovina
Bosansku Kraljevinu s središtem u Jajcu osnovao je Matija Korvin u svom ratu protiv Turaka. 12. septembra 1463. godine Matija je sklopio petrovaradinski savez s Mletačkim duždem Kristoforom Morom. Oni su zajedničkim snagama već početkom jesenu krenuli (Mlečani su išli na Moreju, a Ugari na Bosnu). 29. septembra krenuo je Matija iz Virovitice Početkom oktobra Matija je prešao Savu kod Gradiške, gde je zastao i stavio na čelo dela svoje vojske Imbrea Zapolju, požeškog župana, dok je on vodio drugi deo, koji je udario preko Ključa. Njima se pridružio Martin Frankopan sa hrvatskim četama. Već 10. oktobra opseli su Jajce. Dok su opsedali grad, mali hrišćanski odredi su koristili slab otpor Turaka i pljačkali severnu Bosnu. Do sredine decembra cela severna Bosna je pala pod ugarsku vlast. Turci su junački branili grad, ali kada su na Božić stigle pomoćne čete Vlatka Kosače iz Hercegovine da pomognu Matiji predali su se. Matija je za zaslužnog smatrao vojvodu Imbrea Zapolju pa ga je postavio za prvog bosanskog kralja pod Ugarskom, koji je imao zadatak da štiti Hrvatsku od Turaka.

### Spisak bosanskih kraljeva pod Ugarskom
- Imre Zapolja (1464—1465)
- Janoš Tuz (16. april 1466-1471)
- Matija Šabančić (antikralj) (turski kandidat za bosanski kraljevski presto) (1465-1471)
- Nikola V Iločki (1471—1477)
- Lovro III Iločki (1477—1490)

### Spisak jajačkih banova
Od 1490. godine ugarski vazal Kraljevina Bosna postaje jajačka banovina, jedna polunezavisna banovina u odnosu na Ugarsku. Osnovao ju je Janoš Korvin i Blaž Raškaj.

#### Vlast Janoša Korvina
Janoš Korvin je s druge strane bio titularni bosanski kralj sa sedištem u Jajcu. Tokom cele vladavine Janoš je vladao u Jajcu zajedno sa nekim banom tako da su do 1504. godine vladala dva ili više banova. Ovaj spisak dole je spisak Janoševih suvladara i perioda od kad je Janoš vladao.
- Blaž Raškaj (1490-?)
- Juraj Vlatković i Mihajlo Patku (?-9. septembar 1493)
- Janoš Korvin (1490—1498) (prva vlada)
- Franjo Berislavić i Baltazar Baćan (1494) (prva vlada)
- Ladislav Kaniški i Janoš Bebek (prva vlada Janoša Bebeka) (1494-jun 1495)
- Juraj Kaniški (maj 1495-1499)
- Ivaniš Berislavić (1499)
- Janoš Korvin (1499-1504) (druga vlada)
- Franjo Berislavić (1499-1501) (druga vlada)
- Baltazar Baćan (1502) (druga vlada)
- Franjo Berislavić (1503) (treća vlada)

#### Banovi Jajačkog Banata u opadanju
Posle smrti Janoša Korvina 1504. godine razvilo se vlastoljublje. U Jajcu se na vlasti najčešće javlja slavonsko-bosanska porodica Berislavića. Svaki ban vladao je po 4 puta, pobune protiv tih vladara su oslabile jajačku banovinu. Turci su to iskorišćavali i upadali u oslabljenu banovinu. Jedan najveći upad desio se 1522. godine kada su Turci iskoristili glad u Jajcu i opseli ga. Jovan Tahi i Petar Keplević su kukavički pobegli i prepustili loše snabdeven grad samom sebi. Na sreću u poslednji čas grad je spasto austrijski nadvojvoda Ferdinand I Habzburški sa svojim četama. Do te pomoći nebi ni došlo da Ferdinand nije sklopio ugovor s ugarskim kraljem Lajošem II Jageloncom po kome je uzeo pod svoju vlast čitavu Petrovu Hrvatsku.
- Janoš Bebek (1505) (druga vlada)
- Juraj Stražemanski (1505—1507) (prva vlada)
- Bartol Berislavić, Vranski (1507)
- Juraj Stražemanski (1508) (druga vlada)
- Nikola Sekelj (1508)
- Juraj Stražemanski (1508-1510) (treća vlada)
- Ivaniš Berislavić (druga vlada), Franjo Berislavić (četvrta vlada) i Juraj Stražemanski (četvrta vlada) (1511-početak 1513)
- Baltazar Alapić (1513—1518)
- Jovan Tahi (1518-posle 1522) i Petar Keplević (1520—1526)
- Stefan Grbonog (1526-početak 1529)

#### Pad Jajačke Banovine
11. januara 1525. godine Turci su opseli Jajce, ali opsadu je okončao hrvatski ban Krsto Frankopan 11. juna. Iza Mohačke bitke 29. avgusta 1526. godine, Petar Keplević predao je grad Ferdinandu. Ovaj je tu postavio za zapovednika Stefana Grbonoga sa malom plaćeničkom vojskom loših nemačkih vojnika. Bosanski zapovednik Usref-paša iskorisili Habsburško-zapoljski rat i januara 1528. godine opseli Jajce. Početkom 1529. godine zbog ličnih interesa Stefan je predao grad. Iz Jajca Turci su osvojili i Banju Luku, a uskoro i ostatke Jajačke Banovine i to bez ikakve muke.

## Literatura
- Мргић, Јелена (2002). Доњи Краји: Крајина средњовековне Босне. Београд: Филозофски факултет.
- Мргић, Јелена (2008). Северна Босна: 13-16. век. Београд: Историјски институт.
- Ћирковић, Сима (1964). Историја средњовековне босанске државе. Београд: Српска књижевна задруга.
- Ћоровић, Владимир (1940). Хисторија Босне. Београд: Српска краљевска академија.
- Milan Kruhek: Granice Hrvatskog Kraljevstva u međunarodnim državnim ugovorima, Povijesni prilozi 10/1991., pp. 37–79
- Povijest župe Podmilačje Архивирано на веб-сајту  (19. јул 2011)
- Crohis.com Архивирано на веб-сајту  (17. фебруар 2012) Stjepan Srkulj: Hrvatska uoči bitke na Mohaču 1526. godine

## Spoljašnje veze
- Zemljovid Stogodišnjeg hrvatsko-turskog rata Архивирано на веб-сајту  (1. јун 2012)
- Issuu[мртва веза] Dane Gruber: Borba Hrvata sa Turcima od pada Sigeta do navale Turaka na Sisak (1566-1576)